# Syncomistes trigonicus
Syncomistes trigonicus är en fiskart som beskrevs av Vari, 1978. Syncomistes trigonicus ingår i släktet Syncomistes och familjen Terapontidae. Inga underarter finns listade i Catalogue of Life.